# Molophilus laoonana
Molophilus laoonana är en tvåvingeart som beskrevs av Günther Theischinger 1994. Molophilus laoonana ingår i släktet Molophilus och familjen småharkrankar. Inga underarter finns listade i Catalogue of Life.